# Конічинка
Конічинка (пол. Koniczynka) — село в Польщі, у гміні Лисомиці Торунського повіту Куявсько-Поморського воєводства.